# Mastighapha
Mastighapha is een geslacht van rechtvleugeligen uit de familie sabelsprinkhanen (Tettigoniidae). De wetenschappelijke naam van dit geslacht is voor het eerst geldig gepubliceerd in 1891 door Karsch.

## Soorten
Het geslacht Mastighapha omvat de volgende soorten:
- Mastighapha crassicornis Karsch, 1891
- Mastighapha elongata Brunner von Wattenwyl, 1895